# Liste des mammifères en France métropolitaine
Pour des articles plus généraux, voir Liste des mammifères en France et Liste des mammifères en Europe.

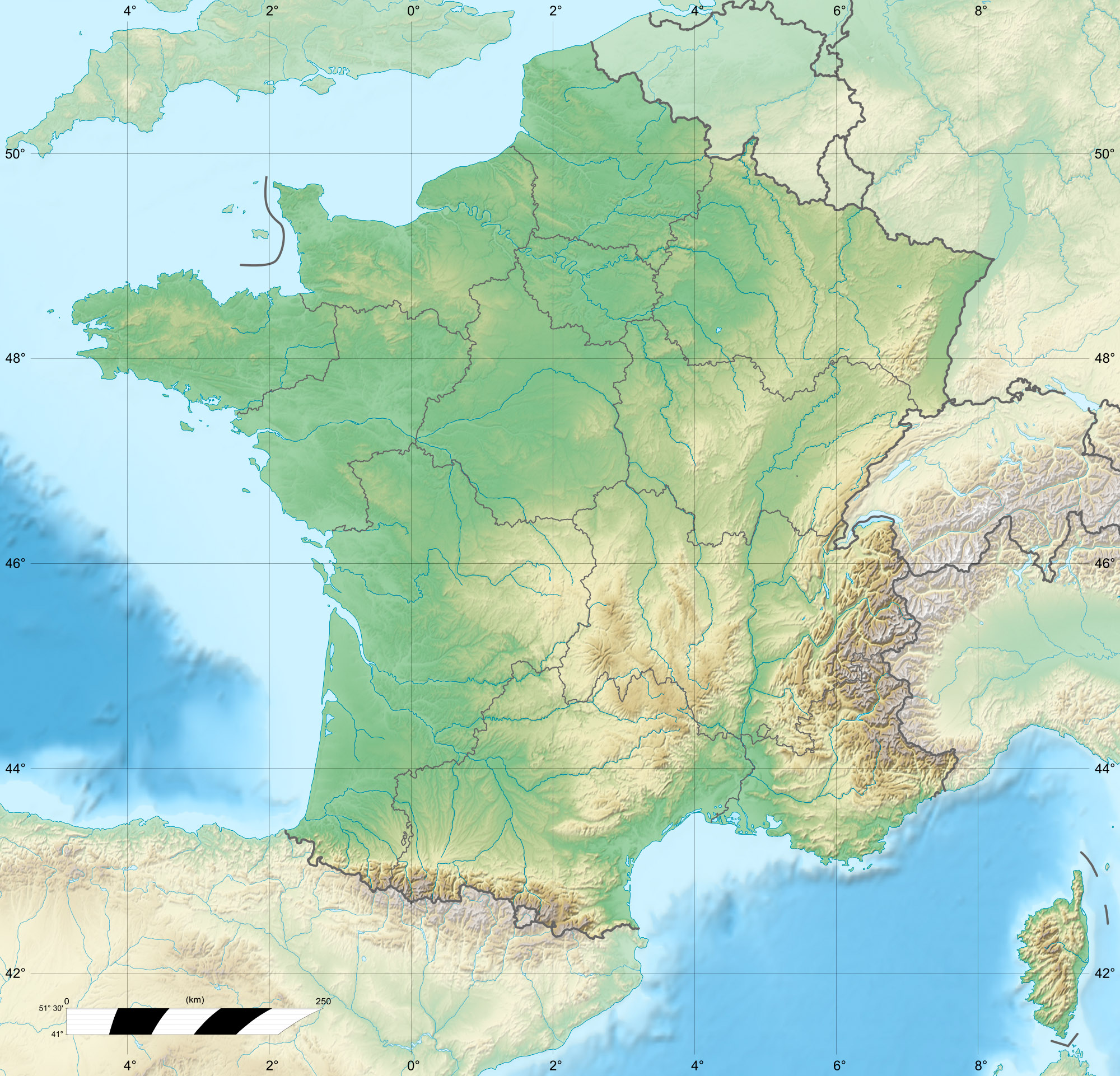
Carte topographique de la France métropolitaine.

Localisation de la France métropolitaine en Europe.

Cette liste commentée recense la mammalofaune en France métropolitaine. Elle répertorie les espèces de mammifères français actuels et celles qui ont été récemment classifiées comme éteintes (à partir de l'Holocène, depuis donc 11 700 ans av. J.‑C.). Comme ici n'est référencé que la France métropolitaine, cette liste ne comptabilise pas les animaux présents dans les territoires de la France d'outre-mer, qui sont des régions disséminées un peu partout dans le monde.
Elle comporte 180 espèces réparties en onze ordres et 40 familles, dont une est « éteinte », une autre est « en danger critique », sept sont « en danger », quatorze sont « vulnérables », dix sont « quasi menacées » et quinze ont des « données insuffisantes » pour être classées (selon les critères de la liste rouge de l'UICN au niveau mondial). À l'échelle française, par la liste rouge de l'UICN France, ces mammifères n'ont pas forcément les mêmes statuts que précédemment : deux ont « disparu au niveau régional », trois sont « en danger critique », quatre sont « en danger », dix sont « vulnérables », 24 sont « quasi menacés », quinze ont des « données insuffisantes » pour être classés et 31 sont « non applicables » (c'est-à-dire des espèces introduites ou erratiques en France).
Cette liste contient au moins 18 espèces introduites sur ce territoire, qui sont plus ou moins bien acclimatées. Il peut contenir aussi des animaux non reconnus par la liste rouge de l'UICN (onze mammifères ici) ou absents de la liste de l'UICN France (23 au total) et ils sont classés en « non évalué » : cela étant dû notamment au manque de données, à des espèces domestiques, disparues ou éteintes avant le XVIe siècle ou non acclimatées de manière certaine sur le territoire. Il n'existe plus en France métropolitaine d'espèce de mammifère endémique : la Musaraigne endémique de Corse (Asoriculus corsicanus) s'est éteinte vers le Moyen Âge central.

## Statuts des listes rouges de l'UICN
Les statuts de conservation utilisés par la liste rouge de l'UICN mondiale sont :
| (EX) | Éteint                  | Il n'y a pas le moindre doute sur le fait que le dernier spécimen recensé est mort.                                                                   |
| (EW) | Éteint à l'état sauvage | L'espèce est connue uniquement en captivité ou en tant que population naturalisée bien en dehors de son ancienne aire de répartition.                 |
| (CR) | En danger critique      | L'espèce risque prochainement de s'éteindre à l'état sauvage.                                                                                         |
| (EN) | En danger               | L'espèce fait face à un très gros risque d'extinction à l'état sauvage.                                                                               |
| (VU) | Vulnérable              | L'espèce fait face à un gros risque d'extinction à l'état sauvage.                                                                                    |
| (NT) | Quasi menacé            | L'espèce ne satisfait pas un ou plusieurs des critères prévus qui permettraient de la catégoriser, mais pourrait risquer de s'éteindre dans le futur. |
| (LC) | Préoccupation mineure   | Il n'y a pas de risque identifiable pour l'espèce. |
| (DD) | Données insuffisantes   | Il n'y a pas d'information adéquate qui permettraient de faire une évaluation des risques pour cette espèce.                                          |
| (NE) | Non évalué              | L'espèce n'a pas encore été confrontée aux critères précédents, n'est pas reconnue par l'UICN ou bien s'est éteinte avant le XVIe siècle.             |

Et les statuts présents dans la liste rouge de l'UICN France sont :
| (EX) | Éteint                    | Il n'y a pas le moindre doute sur le fait que le dernier spécimen recensé est mort.                                                                   |
| (EW) | Éteint à l'état sauvage   | L'espèce est connue uniquement en captivité ou en tant que population naturalisée bien en dehors de son ancienne aire de répartition.                 |
| (RE) | Éteint au niveau régional | L'espèce n'est plus présente localement en France à l'état sauvage mais se trouve dans d'autres pays.                                                 |
| (CR) | En danger critique        | L'espèce risque prochainement de s'éteindre à l'état sauvage.                                                                                         |
| (EN) | En danger                 | L'espèce fait face à un très gros risque d'extinction à l'état sauvage.                                                                               |
| (VU) | Vulnérable                | L'espèce fait face à un gros risque d'extinction à l'état sauvage.                                                                                    |
| (NT) | Quasi menacé              | L'espèce ne satisfait pas un ou plusieurs des critères prévus qui permettraient de la catégoriser, mais pourrait risquer de s'éteindre dans le futur. |
| (LC) | Préoccupation mineure     | Il n'y a pas de risque identifiable pour l'espèce. |
| (DD) | Données insuffisantes     | Il n'y a pas d'information adéquate qui permettraient de faire une évaluation des risques pour cette espèce.                                          |
| (NA) | Non applicable            | L'espèce peut être d'introduction récente ou erratique sur le territoire.                                                                             |
| (NE) | Non évalué                | L'espèce n'a pas encore été confrontée aux critères précédents, n'est pas reconnue par l'UICN ou bien s'est éteinte avant le XVIe siècle.             |

## Ordre:Diprotodontes

### Famille:Macropodidés
| Nom vulgaire, nom binominal et citation d'auteurs         | Origine et statut en France métropolitaine | Aire de répartition                                                                                | Statut UICN mondial | Statut UICN France | Image |
| --------------------------------------------------------- | ------------------------------------------ | -------------------------------------------------------------------------------------------------- | ------------------- | ------------------ | ----- |
| Wallaby de Bennett Macropus rufogriseus (Desmarest, 1817) | Allochtone (Introduit)                     | On estime qu'il y a aujourd'hui une centaine de Macropus rufogriseus dans la forêt de Rambouillet. | [ 2 ]               | [ 3 ]              |       |

## Ordre:Primates

### Famille:Hominidés
| Nom vulgaire, nom binominal et citation d'auteurs | Origine et statut en France métropolitaine | Aire de répartition                    | Statut UICN mondial | Statut UICN France | Image         |
| ------------------------------------------------- | ------------------------------------------ | -------------------------------------- | ------------------- | ------------------ | ------------- |
| Homme moderne Homo sapiens Linnaeus, 1758         | Autochtone,                                | Aire de répartition de l'Homme moderne | [ 2 ]               | (NE)               | Homme moderne |

## Ordre:Lagomorphes

### Famille:Léporidés
| Nom vulgaire, nom binominal et citation d'auteurs       | Origine et statut en France métropolitaine | Aire de répartition                     | Statut UICN mondial | Statut UICN France | Image            |
| ------------------------------------------------------- | ------------------------------------------ | --------------------------------------- | ------------------- | ------------------ | ---------------- |
| Lièvre corse Lepus corsicanus de Winton, 1898           | Allochtone (introduit),                    | Aire de répartition du Lièvre de Corse  | [ 5 ]               | [ 5 ]              | Lièvre de Corse  |
| Lièvre brun Lepus europaeus Pallas, 1778                | Autochtone                                 | Aire de répartition du Lièvre d'Europe  | [ 6 ]               | [ 6 ]              | Lièvre d'Europe  |
| Lièvre ibérique Lepus granatensis Rosenhauer, 1856      | Allochtone (introduit)                     | Aire de répartition du Lièvre ibérique  | [ 3 ]               | [ 3 ]              | Lièvre ibérique  |
| Lièvre variable Lepus timidus Linnaeus, 1758            | Autochtone                                 | Aire de répartition du Lièvre variable  | [ 7 ]               | [ 7 ]              | Lièvre variable  |
| Lapin de garenne Oryctolagus cuniculus (Linnaeus, 1758) | Autochtone                                 | Aire de répartition du Lapin de garenne | [ 8 ]               | [ 8 ]              | Lapin de garenne |

### Famille:Prolagidés
| Nom vulgaire, nom binominal et citation d'auteurs | Origine et statut en France métropolitaine | Aire de répartition    | Statut UICN mondial | Statut UICN France | Image     |
| ------------------------------------------------- | ------------------------------------------ | ---------------------- | ------------------- | ------------------ | --------- |
| Pika sarde Prolagus sardus (Wagner, 1832)         | Autochtone (éteint),                       | Illustration manquante | [ 9 ]               | [ 10 ]             | Lapin rat |

## Ordre:Rodentiens

### Famille:Castoridés
| Nom vulgaire, nom binominal et citation d'auteurs | Origine et statut en France métropolitaine | Aire de répartition                     | Statut UICN mondial | Statut UICN France | Image            |
| ------------------------------------------------- | ------------------------------------------ | --------------------------------------- | ------------------- | ------------------ | ---------------- |
| Castor d'Europe Castor fiber Linnaeus, 1758       | Autochtone                                 | Aire de répartition du Castor d'Eurasie | [ 11 ]              | [ 11 ]             | Castor d'Eurasie |
| Castor du Canada Castor canadensis Kuhl, 1820     | Allochtone (introduit, disparu)            |                                         | (LC)                | (NA)               |                  |

### Famille:Myocastoridés
| Nom vulgaire, nom binominal et citation d'auteurs | Origine et statut en France métropolitaine | Aire de répartition             | Statut UICN mondial | Statut UICN France | Image    |
| ------------------------------------------------- | ------------------------------------------ | ------------------------------- | ------------------- | ------------------ | -------- |
| Ragondin Myocastor coypus (Molina, 1782)          | Allochtone (introduit)                     | Aire de répartition du Ragondin | [ 13 ]              | [ 13 ]             | Ragondin |

### Famille:Dipodidés
| Nom vulgaire, nom binominal et citation d'auteurs    | Origine et statut en France métropolitaine | Aire de répartition                            | Statut UICN mondial | Statut UICN France | Image                |
| ---------------------------------------------------- | ------------------------------------------ | ---------------------------------------------- | ------------------- | ------------------ | -------------------- |
| Siciste des bouleaux Sicista betulina (Pallas, 1779) | Autochtone (disparue),                     | Aire de répartition de la Siciste des bouleaux | [ 14 ]              | (NE)               | Siciste des bouleaux |

### Famille:Cricétidés
| Nom vulgaire, nom binominal et citation d'auteurs                       | Origine et statut en France métropolitaine | Aire de répartition                           | Statut UICN mondial | Statut UICN France | Image                  |
| ----------------------------------------------------------------------- | ------------------------------------------ | --------------------------------------------- | ------------------- | ------------------ | ---------------------- |
| Campagnol terrestre Arvicola amphibius (Linnaeus, 1758)                 | Autochtone                                 | Aire de répartition du Campagnol terrestre    | [ 15 ]              | [ 15 ]             | Campagnol terrestre    |
| Campagnol amphibie Arvicola sapidus Miller, 1908                        | Autochtone                                 | Aire de répartition du Campagnol amphibie     | [ 16 ]              | [ 16 ]             | Campagnol amphibie     |
| Campagnol fouisseur Arvicola scherman (Shaw, 1801)                      | Autochtone                                 | Aire de répartition du Campagnol fouisseur    | [ 17 ]              | [ 17 ]             | Illustration manquante |
| Campagnol des neiges Chionomys nivalis (Martins, 1842)                  | Autochtone                                 | Aire de répartition du Campagnol des neiges   | [ 18 ]              | [ 18 ]             | Campagnol des neiges   |
| Campagnol de Male Microtus malei Hinton, 1927                           | Autochtone (éteint)                        | Illustration manquante                        | (NE)                | (NE)               | Illustration manquante |
| Campagnol nordique Microtus oeconomus (Pallas, 1776)                    | Autochtone (disparu),                      | Illustration manquante                        | [ 20 ]              | (NE)               | Campagnol nordique     |
| Campagnol agreste Microtus agrestis (Linnaeus, 1761)                    | Autochtone                                 | Aire de répartition du Campagnol agreste      | [ 21 ]              | [ 21 ]             | Campagnol agreste      |
| Campagnol des champs Microtus arvalis (Pallas, 1778)                    | Autochtone                                 | Aire de répartition du Campagnol des champs   | [ 22 ]              | [ 22 ]             | Campagnol des champs   |
| Campagnol de Cabrera Microtus cabrerae Thomas, 1906                     | Autochtone (disparu)                       | Aire de répartition du Campagnol de Cabrera   | [ 23 ]              | (NE)               |                        |
| Campagnol de Lavernède Microtus lavernedii (Crespon, 1844)              | Autochtone                                 | Illustration manquante                        | (NE)                | (NE)               | Illustration manquante |
| Campagnol des hauteurs Microtus gregalis (Pallas, 1779)                 | Autochtone (disparu)                       | Illustration manquante                        | [ 25 ]              | (NE)               | Campagnol des hauteurs |
| Campagnol provençal Microtus duodecimcostatus de Sélys Longchamps, 1839 | Autochtone                                 | Aire de répartition du Campagnol provençal    | [ 26 ]              | [ 26 ]             | Illustration manquante |
| Campagnol des Pyrénées Microtus gerbei (Gerbe, 1879)                    | Autochtone                                 | Aire de répartition du Campagnol des Pyrénées | [ 27 ]              | [ 27 ]             | Illustration manquante |
| Campagnol basque Microtus lusitanicus (Gerbe, 1879)                     | Autochtone                                 | Aire de répartition du Campagnol basque       | [ 28 ]              | [ 28 ]             | Campagnol basque       |
| Campagnol de Fatio Microtus multiplex (Fatio, 1905)                     | Autochtone                                 | Illustration manquante                        | [ 29 ]              | [ 29 ]             | Illustration manquante |
| Campagnol de Savi Microtus savii (de Sélys Longchamps, 1838)            | Autochtone                                 | Illustration manquante                        | [ 30 ]              | [ 30 ]             | Campagnol de Savi      |
| Campagnol souterrain Microtus subterraneus (de Sélys Longchamps, 1836)  | Autochtone                                 | Illustration manquante                        | [ 31 ]              | [ 31 ]             | Campagnol souterrain   |
| Campagnol endémique de Corse Tyrrhenicola henseli Forsyth Major, 1882   | Autochtone (éteint)                        | Illustration manquante                        | (NE)                | (NE)               | Illustration manquante |
| Campagnol roussâtre Myodes glareolus Schreber, 1780                     | Autochtone                                 | Aire de répartition du Campagnol roussâtre    | [ 33 ]              | [ 33 ]             | Campagnol roussâtre    |
| Rat musqué Ondatra zibethicus (Linnaeus, 1766)                          | Allochtone (introduit)                     | Aire de répartition du Rat musqué             | [ 34 ]              | [ 34 ]             | Rat musqué             |
| Grand Hamster Cricetus cricetus (Linnaeus, 1758)                        | Autochtone                                 | Aire de répartition du Grand Hamster          | [ 35 ]              | [ 35 ]             | Grand Hamster          |
| Lemming arctique Dicrostonyx torquatus (Pallas, 1778)                   | Autochtone(disparu)                        |                                               | (LC)                | (NE)               |                        |

### Famille:Muridés
| Nom vulgaire, nom binominal et citation d'auteurs     | Origine et statut en France métropolitaine | Aire de répartition                                | Statut UICN mondial | Statut UICN France | Image                       |
| ----------------------------------------------------- | ------------------------------------------ | -------------------------------------------------- | ------------------- | ------------------ | --------------------------- |
| Mulot alpestre Apodemus alpicola Heinrich, 1952       | Autochtone                                 | Illustration manquante                             | [ 37 ]              | [ 37 ]             | Illustration manquante      |
| Mulot à collier Apodemus flavicollis (Melchior, 1834) | Autochtone                                 | Aire de répartition du Mulot à collier             | [ 38 ]              | [ 38 ]             | Mulot à collier             |
| Mulot sylvestre Apodemus sylvaticus (Linnaeus, 1758)  | Autochtone                                 | Aire de répartition du Mulot sylvestre             | [ 39 ]              | [ 39 ]             | Mulot sylvestre             |
| Rat des moissons Micromys minutus (Pallas, 1771)      | Autochtone                                 | Aire de répartition du Rat des moissons            | [ 40 ]              | [ 40 ]             | Rat des moissons            |
| Souris grise Mus musculus Linnaeus, 1758              | Allochtone (introduit),                    | Aire de répartition de la Souris grise             | [ 41 ]              | [ 41 ]             | Souris grise                |
| Souris d'Afrique du Nord Mus spretus Lataste, 1883    | Autochtone                                 | Aire de répartition de la Souris d'Afrique du Nord | [ 42 ]              | [ 42 ]             | Souris d'Afrique du Nord    |
| Rat surmulot Rattus norvegicus (Berkenhout, 1769)     | Allochtone (introduit)                     | Aire de répartition du Rat surmulot                | [ 43 ]              | [ 43 ]             | Rat surmulot                |
| Rat noir Rattus rattus (Linnaeus, 1758)               | Allochtone (introduit),                    | Aire de répartition du Rat noir                    | [ 44 ]              | [ 44 ]             | Rat noir                    |
| Mulot endémique corse Rhagamys orthodon Hensel, 1856  | Autochtone (éteint)                        | Illustration manquante                             | (NE)                | (NE)               | Mulot endémique corso-sarde |

### Famille:Gliridés
| Nom vulgaire, nom binominal et citation d'auteurs   | Origine et statut en France métropolitaine | Aire de répartition                 | Statut UICN mondial | Statut UICN France | Image        |
| --------------------------------------------------- | ------------------------------------------ | ----------------------------------- | ------------------- | ------------------ | ------------ |
| Loir gris Glis glis Linnaeus, 1766                  | Autochtone                                 | Aire de répartition du Loir gris    | [ 46 ]              | [ 46 ]             | Loir gris    |
| Lérot commun Eliomys quercinus (Linnaeus, 1766)     | Autochtone                                 | Aire de répartition du Lérot commun | [ 47 ]              | [ 47 ]             | Lérot commun |
| Muscardin Muscardinus avellanarius (Linnaeus, 1758) | Autochtone                                 | Aire de répartition du Muscardin    | [ 48 ]              | [ 48 ]             | Muscardin    |

### Famille:Sciuridés
| Nom vulgaire, nom binominal et citation d'auteurs              | Origine et statut en France métropolitaine | Aire de répartition                              | Statut UICN mondial | Statut UICN France | Image                   |
| -------------------------------------------------------------- | ------------------------------------------ | ------------------------------------------------ | ------------------- | ------------------ | ----------------------- |
| Écureuil à ventre rouge Callosciurus erythraeus (Pallas, 1779) | Allochtone (introduit)                     | Aire de répartition de l'Écureuil à ventre rouge | [ 49 ]              | [ 49 ]             | Écureuil à ventre rouge |
| Ecureuil gris Sciurus carolinensis (Gmelin, 1788)              | Allochtone (introduit non acclimaté)       |                                                  | (LC)                | (NA)               |                         |
| Écureuil roux Sciurus vulgaris Linnaeus, 1758                  | Autochtone                                 | Aire de répartition de l'Écureuil roux           | [ 51 ]              | [ 51 ]             | Écureuil roux           |
| Tamia de Sibérie Tamias sibiricus (Laxmann, 1769)              | Allochtone (introduit)                     | Aire de répartition du Tamia de Sibérie          | [ 52 ]              | [ 52 ]             | Tamia de Sibérie        |
| Marmotte des Alpes Marmota marmota (Linnaeus, 1758)            | Autochtone                                 | Aire de répartition de la Marmotte des Alpes     | [ 53 ]              | [ 53 ]             | Marmotte des Alpes      |

## Ordre:Érinacéomorphes

### Famille:Érinacéidés
| Nom vulgaire, nom binominal et citation d'auteurs     | Origine et statut en France métropolitaine               | Aire de répartition                    | Statut UICN mondial | Statut UICN France | Image           |
| ----------------------------------------------------- | -------------------------------------------------------- | -------------------------------------- | ------------------- | ------------------ | --------------- |
| Hérisson commun Erinaceus europaeus Linnaeus, 1758    | Autochtone                                               | Aire de répartition du Hérisson commun | [ 54 ]              | [ 54 ]             | Hérisson commun |
| Hérisson d'Algérie Atelerix algirus Lereboullet, 1842 | Peut-être autochtone, présence passée douteuse (disparu) |                                        | (LC)                | [ 55 ]             |                 |

## Ordre:Soricomorphes

### Famille:Soricidés
| Nom vulgaire, nom binominal et citation d'auteurs             | Origine et statut en France métropolitaine | Aire de répartition                             | Statut UICN mondial | Statut UICN France | Image                  |
| ------------------------------------------------------------- | ------------------------------------------ | ----------------------------------------------- | ------------------- | ------------------ | ---------------------- |
| Crocidure leucode Crocidura leucodon (Hermann, 1780)          | Autochtone                                 | Aire de répartition de la Crocidure leucode     | [ 56 ]              | [ 56 ]             | Crocidure leucode      |
| Crocidure musette Crocidura russula (Hermann, 1780)           | Allochtone,                                | Aire de répartition de la Crocidure musette     | [ 57 ]              | [ 57 ]             | Crocidure musette      |
| Crocidure des jardins Crocidura suaveolens (Pallas, 1811)     | Autochtone                                 | Aire de répartition de la Crocidure des jardins | [ 59 ]              | [ 59 ]             | Crocidure des jardins  |
| Pachyure étrusque Suncus etruscus (Savi, 1822)                | Peut-être allochtone,                      | Aire de répartition du Pachyure étrusque        | [ 60 ]              | [ 60 ]             | Pachyure étrusque      |
| Musaraigne géante de Corse Asoriculus corsicanus (Bate, 1945) | Endémique (éteinte),                       | Illustration manquante                          | (NE)                | (NE)               | Illustration manquante |
| Crossope de Miller Neomys anomalus Cabrera, 1907              | Autochtone                                 | Aire de répartition de la Crossope de Miller    | [ 62 ]              | [ 62 ]             | Crossope de Miller     |
| Crossope aquatique Neomys fodiens (Pennant, 1771)             | Autochtone                                 | Aire de répartition de la Crossope aquatique    | [ 63 ]              | [ 63 ]             | Crossope aquatique     |
| Musaraigne alpine Sorex alpinus Schinz, 1837                  | Autochtone                                 | Aire de répartition de la Musaraigne alpine     | [ 64 ]              | [ 64 ]             | Musaraigne alpine      |
| Musaraigne du Valais Sorex antinorii Bonaparte, 1840          | Autochtone                                 | Aire de répartition de la Musaraigne du Valais  | [ 65 ]              | [ 65 ]             | Musaraigne du Valais   |
| Musaraigne carrelet Sorex araneus Linnaeus, 1758              | Autochtone                                 | Aire de répartition de la Musaraigne carrelet   | [ 66 ]              | [ 66 ]             | Musaraigne carrelet    |
| Musaraigne couronnée Sorex coronatus Millet, 1828             | Autochtone                                 | Aire de répartition de la Musaraigne couronnée  | [ 67 ]              | [ 67 ]             | Musaraigne couronnée   |
| Musaraigne pygmée Sorex minutus Linnaeus, 1766                | Autochtone                                 | Aire de répartition de la Musaraigne pygmée     | [ 68 ]              | [ 68 ]             | Musaraigne pygmée      |

### Famille:Talpidés
| Nom vulgaire, nom binominal et citation d'auteurs                        | Origine et statut en France métropolitaine | Aire de répartition                        | Statut UICN mondial | Statut UICN France | Image                  |
| ------------------------------------------------------------------------ | ------------------------------------------ | ------------------------------------------ | ------------------- | ------------------ | ---------------------- |
| Desman des Pyrénées Galemys pyrenaicus (É. Geoffroy Saint-Hilaire, 1811) | Autochtone                                 | Aire de répartition du Desman des Pyrénées | [ 69 ]              | [ 69 ]             | Desman des Pyrénées    |
| Taupe d'Aquitaine Talpa aquitania Nicolas, Martínez-Vargas & Hugot, 2017 | Autochtone                                 | Illustration manquante                     | (NE)                | [ 70 ]             | Illustration manquante |
| Taupe aveugle Talpa caeca Savi, 1822                                     | Autochtone                                 | Aire de répartition de la Taupe aveugle    | [ 71 ]              | [ 71 ]             | Taupe aveugle          |
| Taupe d'Europe Talpa europaea Linnaeus, 1758                             | Autochtone                                 | Aire de répartition de la Taupe d'Europe   | [ 72 ]              | [ 72 ]             | Taupe d'Europe         |

## Ordre:Chiroptères

### Famille:Molossidés
| Nom vulgaire, nom binominal et citation d'auteurs       | Origine et statut en France métropolitaine | Aire de répartition                       | Statut UICN mondial | Statut UICN France | Image              |
| ------------------------------------------------------- | ------------------------------------------ | ----------------------------------------- | ------------------- | ------------------ | ------------------ |
| Molosse de Cestoni Tadarida teniotis (Rafinesque, 1814) | Autochtone                                 | Aire de répartition du Molosse de Cestoni | [ 73 ]              | [ 73 ]             | Molosse de Cestoni |

### Famille:Rhinolophidés
| Nom vulgaire, nom binominal et citation d'auteurs           | Origine et statut en France métropolitaine | Aire de répartition                         | Statut UICN mondial | Statut UICN France | Image                |
| ----------------------------------------------------------- | ------------------------------------------ | ------------------------------------------- | ------------------- | ------------------ | -------------------- |
| Rhinolophe euryale Rhinolophus euryale Blasius, 1853        | Autochtone                                 | Aire de répartition du Rhinolophe euryale   | [ 74 ]              | [ 74 ]             | Rhinolophe euryale   |
| Grand Rhinolophe Rhinolophus ferrumequinum (Schreber, 1774) | Autochtone                                 | Aire de répartition du Grand Rhinolophe     | [ 75 ]              | [ 75 ]             | Grand Rhinolophe     |
| Petit Rhinolophe Rhinolophus hipposideros (Bechstein, 1800) | Autochtone                                 | Aire de répartition du Petit Rhinolophe     | [ 76 ]              | [ 76 ]             | Petit Rhinolophe     |
| Rhinolophe de Méhely Rhinolophus mehelyi Matschie, 1901     | Autochtone ; peut-être disparu             | Aire de répartition du Rhinolophe de Méhely | [ 77 ]              | [ 77 ]             | Rhinolophe de Méhely |

### Famille:Minioptéridés
| Nom vulgaire, nom binominal et citation d'auteurs              | Origine et statut en France métropolitaine | Aire de répartition                             | Statut UICN mondial | Statut UICN France | Image                    |
| -------------------------------------------------------------- | ------------------------------------------ | ----------------------------------------------- | ------------------- | ------------------ | ------------------------ |
| Minioptère de Schreibers Miniopterus schreibersii (Kuhl, 1817) | Autochtone                                 | Aire de répartition du Minioptère de Schreibers | [ 78 ]              | [ 78 ]             | Minioptère de Schreibers |

### Famille:Vespertilionidés
| Nom vulgaire, nom binominal et citation d'auteurs                                   | Origine et statut en France métropolitaine | Aire de répartition                                | Statut UICN mondial | Statut UICN France | Image                       |
| ----------------------------------------------------------------------------------- | ------------------------------------------ | -------------------------------------------------- | ------------------- | ------------------ | --------------------------- |
| Murin d'Alcathoé Myotis alcathoe von Helversen & Heller, 2001                       | Autochtone                                 | Aire de répartition du Murin d'Alcathoé            | [ 79 ]              | [ 79 ]             | Murin d'Alcathoé            |
| Murin de Bechstein Myotis bechsteinii (Kuhl, 1817)                                  | Autochtone                                 | Aire de répartition du Murin de Bechstein          | [ 80 ]              | [ 80 ]             | Murin de Bechstein          |
| Petit Murin Myotis blythii (Tomes, 1857)                                            | Autochtone,                                | Aire de répartition du Petit Murin                 | [ 81 ]              | [ 81 ]             | Petit Murin                 |
| Murin de Brandt Myotis brandtii (Eversmann, 1845)                                   | Autochtone                                 | Aire de répartition du Murin de Brandt             | [ 82 ]              | [ 82 ]             | Murin de Brandt             |
| Murin de Capaccini Myotis capaccinii (Bonaparte, 1837)                              | Autochtone                                 | Aire de répartition du Murin de Capaccini          | [ 83 ]              | [ 83 ]             | Murin de Capaccini          |
| Murin cryptique Myotis crypticus Ruedi, Ibáñez, Salicini, Juste & Puechmaille, 2019 | Autochtone                                 | Illustration manquante                             | (NE)                | (NE)               | Murin cryptique             |
| Murin des marais Myotis dasycneme (Boie, 1825)                                      | Autochtone                                 | Aire de répartition du Murin des marais            | [ 85 ]              | [ 85 ]             | Murin des marais            |
| Murin de Daubenton Myotis daubentonii (Kuhl, 1817)                                  | Autochtone                                 | Aire de répartition du Murin de Daubenton          | [ 86 ]              | [ 86 ]             | Murin de Daubenton          |
| Murin à oreilles échancrées Myotis emarginatus (É. Geoffroy, 1806)                  | Autochtone                                 | Aire de répartition du Murin à oreilles échancrées | [ 87 ]              | [ 87 ]             | Murin à oreilles échancrées |
| Murin d'Escalera Myotis escalerai Cabrera, 1904                                     | Autochtone                                 | Aire de répartition du Murin d'Escalera            | (LC)                | [ 88 ]             | Illustration manquante      |
| Grand Murin Myotis myotis (Borkhausen, 1797)                                        | Autochtone                                 | Aire de répartition du Grand Murin                 | [ 89 ]              | [ 89 ]             | Grand Murin                 |
| Murin à moustaches Myotis mystacinus (Kuhl, 1817)                                   | Autochtone                                 | Aire de répartition du Murin à moustaches          | [ 90 ]              | [ 90 ]             | Murin à moustaches          |
| Murin de Natterer Myotis nattereri (Kuhl, 1817)                                     | Autochtone                                 | Aire de répartition du Murin de Natterer           | [ 91 ]              | [ 91 ]             | Murin de Natterer           |
| Murin du Maghreb Myotis punicus Felten, Spitzenberger & Storch, 1977                | Autochtone                                 | Aire de répartition du Murin du Maghreb            | [ 92 ]              | [ 92 ]             | Murin du Maghreb            |
| Sérotine boréale Eptesicus nilssonii (Keyserling & Blasius, 1839)                   | Autochtone                                 | Aire de répartition de la Sérotine de Nilsson      | [ 93 ]              | [ 93 ]             | Sérotine de Nilsson         |
| Sérotine commune Eptesicus serotinus (Schreber, 1774)                               | Autochtone                                 | Aire de répartition de la Sérotine commune         | [ 94 ]              | [ 94 ]             | Sérotine commune            |
| Grande Noctule Nyctalus lasiopterus (Schreber, 1780)                                | Autochtone                                 | Aire de répartition de la Grande Noctule           | [ 95 ]              | [ 95 ]             | Grande Noctule              |
| Noctule de Leisler Nyctalus leisleri (Kuhl, 1817)                                   | Autochtone                                 | Aire de répartition de la Noctule de Leisler       | [ 96 ]              | [ 96 ]             | Noctule de Leisler          |
| Noctule commune Nyctalus noctula (Schreber, 1774)                                   | Autochtone                                 | Aire de répartition de la Noctule commune          | [ 97 ]              | [ 97 ]             | Noctule commune             |
| Pipistrelle de Kuhl Pipistrellus kuhlii (Kuhl, 1817)                                | Autochtone                                 | Aire de répartition de la Pipistrelle de Kuhl      | [ 98 ]              | [ 98 ]             | Pipistrelle de Kuhl         |
| Pipistrelle de Nathusius Pipistrellus nathusii (Keyserling & Blasius, 1839)         | Autochtone                                 | Aire de répartition de la Pipistrelle de Nathusius | [ 99 ]              | [ 99 ]             | Pipistrelle de Nathusius    |
| Pipistrelle commune Pipistrellus pipistrellus (Schreber, 1774)                      | Autochtone                                 | Aire de répartition de la Pipistrelle commune      | [ 100 ]             | [ 100 ]            | Pipistrelle commune         |
| Pipistrelle pygmée Pipistrellus pygmaeus (Leach, 1825)                              | Autochtone                                 | Aire de répartition de la Pipistrelle pygmée       | [ 101 ]             | [ 101 ]            | Pipistrelle pygmée          |
| Barbastelle d'Europe Barbastella barbastellus (Schreber, 1774)                      | Autochtone                                 | Aire de répartition de la Barbastelle d'Europe     | [ 102 ]             | [ 102 ]            | Barbastelle d'Europe        |
| Oreillard roux Plecotus auritus (Linnaeus, 1758)                                    | Autochtone                                 | Aire de répartition de l'Oreillard roux            | [ 103 ]             | [ 103 ]            | Oreillard roux              |
| Oreillard gris Plecotus austriacus (J. Fischer, 1829)                               | Autochtone                                 | Aire de répartition de l'Oreillard gris            | [ 104 ]             | [ 104 ]            | Oreillard gris              |
| Oreillard montagnard Plecotus macrobullaris Kuzjakin, 1965                          | Autochtone                                 | Aire de répartition de l'Oreillard montagnard      | [ 105 ]             | [ 105 ]            | Oreillard montagnard        |
| Vespère de Savi Hypsugo savii (Bonaparte, 1837)                                     | Autochtone                                 | Aire de répartition de la Vespère de Savi          | [ 106 ]             | [ 106 ]            | Vespère de Savi             |
| Sérotine bicolore Vespertilio murinus Linnaeus, 1758                                | Autochtone                                 | Aire de répartition de la Sérotine bicolore        | [ 107 ]             | [ 107 ]            | Sérotine bicolore           |

## Ordre:Cétacés

### Famille:Balænidés
| Nom vulgaire, nom binominal et citation d'auteurs                       | Origine et statut en France métropolitaine | Aire de répartition                                            | Statut UICN mondial | Statut UICN France | Image                                |
| ----------------------------------------------------------------------- | ------------------------------------------ | -------------------------------------------------------------- | ------------------- | ------------------ | ------------------------------------ |
| Baleine du Groenland Balaena mysticetus Linnaeus, 1758                  | Erratique,                                 | Aire de répartition de la Baleine du Groenland                 | [ 108 ]             | [ 108 ]            | Baleine du Groenland                 |
| Baleine franche de l'Atlantique nord Eubalaena glacialis (Müller, 1776) | Autochtone (disparue, puis erratique),     | Aire de répartition de la Baleine franche de l'Atlantique Nord | [ 110 ]             | [ 110 ]            | Baleine franche de l'Atlantique Nord |

### Famille:Balænoptéridés
| Nom vulgaire, nom binominal et citation d'auteurs       | Origine et statut en France métropolitaine | Aire de répartition                         | Statut UICN mondial | Statut UICN France | Image                |
| ------------------------------------------------------- | ------------------------------------------ | ------------------------------------------- | ------------------- | ------------------ | -------------------- |
| Petit rorqual Balaenoptera acutorostrata Lacépède, 1804 | Autochtone                                 | Aire de répartition du Petit Rorqual commun | [ 111 ]             | [ 111 ]            | Petit Rorqual commun |
| Rorqual boréal Balaenoptera borealis Lesson, 1828       | Autochtone                                 | Aire de répartition du Rorqual boréal       | [ 112 ]             | [ 112 ]            | Rorqual boréal       |
| Baleine bleue Balaenoptera musculus (Linnaeus, 1758)    | Erratique                                  | Aire de répartition de la Baleine bleue     | [ 113 ]             | [ 113 ]            | Baleine bleue        |
| Rorqual commun Balaenoptera physalus (Linnaeus, 1758)   | Autochtone                                 | Aire de répartition du Rorqual commun       | [ 114 ]             | [ 114 ]            | Rorqual commun       |
| Baleine à bosse Megaptera novaeangliae (Borowski, 1781) | Autochtone                                 | Aire de répartition de la Baleine à bosse   | [ 115 ]             | [ 115 ]            | Baleine à bosse      |

### Famille:Eschrichtiidés
| Nom vulgaire, nom binominal et citation d'auteurs      | Origine et statut en France métropolitaine | Aire de répartition                     | Statut UICN mondial | Statut UICN France | Image         |
| ------------------------------------------------------ | ------------------------------------------ | --------------------------------------- | ------------------- | ------------------ | ------------- |
| Baleine grise Eschrichtius robustus (Lilljeborg, 1861) | Autochtone (disparue, puis erratique)      | Aire de répartition de la Baleine grise | [ 118 ]             | (NE)               | Baleine grise |

### Famille:Delphinidés
| Nom vulgaire, nom binominal et citation d'auteurs                    | Origine et statut en France métropolitaine | Aire de répartition                                                  | Statut UICN mondial | Statut UICN France                                                                                             | Image                                         |
| -------------------------------------------------------------------- | ------------------------------------------ | -------------------------------------------------------------------- | ------------------- | --- | --------------------------------------------- |
| Dauphin commun à bec court Delphinus delphis Linnaeus, 1758          | Autochtone                                 | Aire de répartition du Dauphin commun à bec court                    | [ 119 ]             | d'une manière générale et pour les populations de l'Atlantique nord-est. pour les populations de Méditerranée. | Dauphin commun à bec court                    |
| Orque pygmée Feresa attenuata Gray, 1874                             | Erratique                                  | Aire de répartition de l'Orque pygmée                                | [ 120 ]             | [ 120 ] | Orque pygmée                                  |
| Globicéphale tropical Globicephala macrorhynchus Gray, 1846          | Erratique                                  | Aire de répartition du Globicéphale tropical                         | [ 121 ]             | [ 121 ] | Globicéphale tropical                         |
| Globicéphale noir Globicephala melas (Traill, 1809)                  | Autochtone                                 | Aire de répartition du Globicéphale noir                             | [ 122 ]             | d'une manière générale et pour les populations de l'Atlantique nord-est. pour les populations de Méditerranée. | Globicéphale noir                             |
| Dauphin de Risso Grampus griseus (G. Cuvier, 1812)                   | Autochtone                                 | Aire de répartition du Dauphin de Risso                              | [ 123 ]             | d'une manière générale et pour les populations de l'Atlantique nord-est. pour les populations de Méditerranée. | Dauphin de Risso                              |
| Dauphin de Fraser Lagenodelphis hosei Fraser, 1956                   | Erratique                                  | Aire de répartition du Dauphin de Fraser                             | [ 124 ]             | [ 124 ] | Dauphin de Fraser                             |
| Lagénorhynque à flancs blancs Leucopleurus acutus (Gray, 1828)       | Autochtone                                 | Aire de répartition du Lagénorhynque à flancs blancs de l'Atlantique | [ 125 ]             | [ 125 ] | Lagénorhynque à flancs blancs de l'Atlantique |
| Lagénorhynque à bec blanc Lagenorhynchus albirostris (Gray, 1846)    | Autochtone                                 | Aire de répartition du Lagénorhynque à bec blanc                     | [ 126 ]             | [ 126 ] | Lagénorhynque à bec blanc                     |
| Orque Orcinus orca (Linnaeus, 1758)                                  | Autochtone                                 | Aire de répartition de l'Orque                                       | [ 127 ]             | [ 127 ] | Orque                                         |
| Péponocéphale Peponocephala electra (Gray, 1846)                     | Erratique                                  | Aire de répartition du Péponocéphale                                 | [ 128 ]             | [ 128 ] | Péponocéphale                                 |
| Fausse Orque Pseudorca crassidens (Owen, 1846)                       | Erratique                                  | Aire de répartition de la Fausse Orque                               | [ 129 ]             | [ 129 ] | Fausse Orque                                  |
| Dauphin bleu et blanc Stenella coeruleoalba (Meyen, 1833)            | Autochtone                                 | Aire de répartition du Dauphin bleu et blanc                         | [ 130 ]             | [ 130 ] | Dauphin bleu et blanc                         |
| Dauphin tacheté de l'Atlantique Stenella frontalis (G. Cuvier, 1829) | Erratique                                  | Aire de répartition du Dauphin tacheté de l'Atlantique               | [ 131 ]             | [ 131 ] | Dauphin tacheté de l'Atlantique               |
| Dauphin à bec étroit Steno bredanensis (G. Cuvier in Lesson, 1828)   | Erratique                                  | Aire de répartition du Sténo                                         | [ 132 ]             | [ 132 ] | Sténo                                         |
| Grand dauphin Tursiops truncatus (Montagu, 1821)                     | Autochtone                                 | Aire de répartition du Grand Dauphin commun                          | [ 133 ]             | d'une manière générale et pour les populations de l'Atlantique nord-est. pour les populations de Méditerranée. | Grand Dauphin commun                          |

### Famille:Monodontidés
| Nom vulgaire, nom binominal et citation d'auteurs | Origine et statut en France métropolitaine | Aire de répartition            | Statut UICN mondial | Statut UICN France | Image   |
| ------------------------------------------------- | ------------------------------------------ | ------------------------------ | ------------------- | ------------------ | ------- |
| Bélouga Delphinapterus leucas (Pallas, 1776)      | Erratique                                  | Aire de répartition du Bélouga | [ 135 ]             | (NE)               | Bélouga |

### Famille:Phocœnidés
| Nom vulgaire, nom binominal et citation d'auteurs  | Origine et statut en France métropolitaine | Aire de répartition                    | Statut UICN mondial | Statut UICN France | Image           |
| -------------------------------------------------- | ------------------------------------------ | -------------------------------------- | ------------------- | ------------------ | --------------- |
| Marsouin commun Phocoena phocoena (Linnaeus, 1758) | Autochtone                                 | Aire de répartition du Marsouin commun | [ 136 ]             | [ 136 ]            | Marsouin commun |

### Famille:Kogiidés
| Nom vulgaire, nom binominal et citation d'auteurs  | Origine et statut en France métropolitaine | Aire de répartition                    | Statut UICN mondial | Statut UICN France | Image           |
| -------------------------------------------------- | ------------------------------------------ | -------------------------------------- | ------------------- | ------------------ | --------------- |
| Cachalot pygmée Kogia breviceps (Blainville, 1838) | Autochtone                                 | Aire de répartition du Cachalot pygmée | [ 137 ]             | [ 137 ]            | Cachalot pygmée |
| Cachalot nain Kogia sima (Owen, 1866)              | Erratique                                  | Aire de répartition du Cachalot nain   | [ 138 ]             | [ 138 ]            | Cachalot nain   |

### Famille:Physétéridés
| Nom vulgaire, nom binominal et citation d'auteurs    | Origine et statut en France métropolitaine | Aire de répartition                   | Statut UICN mondial | Statut UICN France                                                                                    | Image          |
| ---------------------------------------------------- | ------------------------------------------ | ------------------------------------- | ------------------- | --- | -------------- |
| Grand cachalot Physeter macrocephalus Linnaeus, 1758 | Autochtone                                 | Aire de répartition du Grand Cachalot | [ 139 ]             | d'une manière générale, pour les populations de l'Atlantique nord-est et pour celles de Méditerranée. | Grand Cachalot |

### Famille:Ziphiidés
| Nom vulgaire, nom binominal et citation d'auteurs                   | Origine et statut en France métropolitaine | Aire de répartition                               | Statut UICN mondial | Statut UICN France | Image                    |
| ------------------------------------------------------------------- | ------------------------------------------ | ------------------------------------------------- | ------------------- | ------------------ | ------------------------ |
| Hypérodon boréal Hyperoodon ampullatus (Forster, 1770)              | Autochtone                                 | Aire de répartition du Hypérodon boréal           | [ 140 ]             | [ 140 ]            | Hypérodon boréal         |
| Mésoplodon de Sowerby Mesoplodon bidens (Sowerby, 1804)             | Autochtone                                 | Aire de répartition du Mésoplodon de Sowerby      | [ 141 ]             | [ 141 ]            | Mésoplodon de Sowerby    |
| Mésoplodon de Blainville Mesoplodon densirostris (Blainville, 1817) | Erratique                                  | Aire de répartition du Mésoplodon de Blainville   | [ 142 ]             | [ 142 ]            | Mésoplodon de Blainville |
| Mésoplodon de Gervais Mesoplodon europaeus (Gervais, 1855)          | Erratique                                  | Aire de répartition du Mésoplodon de Gervais      | [ 143 ]             | [ 143 ]            | Mésoplodon de Gervais    |
| Mésoplodon de True Mesoplodon mirus True, 1913                      | Erratique                                  | Aire de répartition du Mésoplodon de True         | [ 144 ]             | [ 144 ]            | Mésoplodon de True       |
| Baleine à bec de Cuvier Ziphius cavirostris G. Cuvier, 1823         | Autochtone                                 | Aire de répartition de la Baleine à bec de Cuvier | [ 145 ]             | [ 145 ]            | Baleine à bec de Cuvier  |

## Ordre:Artiodactyles

### Famille:Bovidés
| Nom vulgaire, nom binominal et citation d'auteurs     | Origine et statut en France métropolitaine              | Aire de répartition                          | Statut UICN mondial | Statut UICN France | Image                 |
| ----------------------------------------------------- | ------------------------------------------------------- | -------------------------------------------- | ------------------- | ------------------ | --------------------- |
| Bison d'Europe Bison bonasus (Linnaeus, 1758)         | Autochtone (disparu),                                   | Aire de répartition du Bison d'Europe        | [ 147 ]             | (NE)               | Bison d'Europe        |
| Bison des steppes Bison priscus (Bojanus, 1827)       | Autochtone (éteint)                                     |                                              | (NE)                | (NE)               |                       |
| Aurochs Bos taurus Linnaeus, 1758                     | Autochtone (éteint ; formes domestiques marronnes),     | Aire de répartition du Taurin                | (NE)                | (NE)               |                       |
| Mouflon à manchettes Ammotragus lervia (Pallas, 1777) | Allochtone (introduit)                                  | Aire de répartition du Mouflon à manchettes  | [ 150 ]             | [ 150 ]            | Mouflon à manchettes  |
| Chèvre égagre Capra aegagrus Linnaeus, 1758           | Allochtone (introduite ; formes domestiques marronnes), | Aire de répartition de la Chèvre égagre      | [ 152 ]             | (NE)               | Chèvre égagre         |
| Bouquetin des Alpes Capra ibex Linnaeus, 1758         | Autochtone,                                             | Aire de répartition du Bouquetin des Alpes   | [ 153 ]             | [ 153 ]            | Bouquetin des Alpes   |
| Bouquetin ibérique Capra pyrenaica Schinz, 1838       | Autochtone (réintroduit),                               | Aire de répartition du Bouquetin ibérique    | [ 155 ]             | [ 155 ]            | Bouquetin ibérique    |
| Mouflon méditerranéen Ovis aries Linnaeus, 1758       | Allochtone (introduit),                                 | Aire de répartition du Mouflon méditerranéen | [ 156 ]             | [ 157 ]            | Mouflon méditerranéen |
| Isard Rupicapra pyrenaica Bonaparte, 1845             | Autochtone                                              | Aire de répartition de l'Isard               | [ 158 ]             | [ 158 ]            | Isard                 |
| Chamois Rupicapra rupicapra (Linnaeus, 1758)          | Autochtone                                              | Aire de répartition du Chamois               | [ 159 ]             | [ 159 ]            | Chamois               |
| Saïga Saiga tatarica (Linnaeus, 1766)                 | Autochtone (disparu)                                    |                                              | [ 160 ]             | [ 160 ]            |                       |

### Famille:Cervidés
| Nom vulgaire, nom binominal et citation d'auteurs       | Origine et statut en France métropolitaine | Aire de répartition                       | Statut UICN mondial | Statut UICN France                              | Image              |
| ------------------------------------------------------- | ------------------------------------------ | ----------------------------------------- | ------------------- | ----------------------------------------------- | ------------------ |
| Élan Alces alces (Linnaeus, 1758)                       | Autochtone (disparu)                       | Aire de répartition de l'Élan             | [ 161 ]             | (NE)                                            | Élan               |
| Chevreuil européen Capreolus capreolus (Linnaeus, 1758) | Autochtone                                 | Aire de répartition du Chevreuil européen | [ 162 ]             | [ 162 ]                                         | Chevreuil européen |
| Hydropote chinois Hydropotes inermis (Swinhoe, 1870)    | Allochtone (introduit, disparu)            |                                           | (VU)                | (NA)                                            |                    |
| Renne Rangifer tarandus (Linnaeus, 1758)                | Autochtone (disparu)                       |                                           | [ 165 ]             | [ 164 ]                                         |                    |
| Cerf élaphe Cervus elaphus Linnaeus, 1758               | Autochtone                                 | Aire de répartition du Cerf élaphe        | [ 166 ]             | d'une manière générale. pour le Cerf de Corse,. | Cerf élaphe        |
| Cerf sika Cervus nippon Temminck, 1838                  | Allochtone (introduit)                     | Illustration manquante                    | [ 167 ]             | [ 167 ]                                         | Cerf sika          |
| Daim Dama dama (Linnaeus, 1758)                         | Allochtone (introduit)                     | Aire de répartition du Daim européen      | [ 168 ]             | [ 168 ]                                         | Daim européen      |
| Muntjac de Reeves Muntiacus reevesi (Ogilby, 1839)      | Allochtone (introduit)                     |                                           | (LC)                | (NA)                                            |                    |

### Famille:Suidés
| Nom vulgaire, nom binominal et citation d'auteurs | Origine et statut en France métropolitaine | Aire de répartition                    | Statut UICN mondial | Statut UICN France | Image           |
| ------------------------------------------------- | ------------------------------------------ | -------------------------------------- | ------------------- | ------------------ | --------------- |
| Sanglier commun Sus scrofa Linnaeus, 1758         | Autochtone,                                | Aire de répartition du Sanglier commun | [ 170 ]             | [ 170 ]            | Sanglier commun |

## Ordre:Périssodactyles

### Famille:Équidés
| Nom vulgaire, nom binominal et citation d'auteurs | Origine et statut en France métropolitaine | Aire de répartition           | Statut UICN mondial | Statut UICN France | Image     |
| ------------------------------------------------- | ------------------------------------------ | ----------------------------- | ------------------- | ------------------ | --------- |
| Hémione Equus hemionus (Pallas, 1775)             | Autochtone (disparu)                       | Illustration manquante        | (NT)                | (NE)               | Hydrontin |
| Cheval Equus ferus Linnaeus, 1758                 | Autochtone (disparu),                      | Aire de répartition du Cheval | [ 173 ]             | (NE)               | Cheval    |

## Ordre:Carnivores

### Famille:Canidés
| Nom vulgaire, nom binominal et citation d'auteurs    | Origine et statut en France métropolitaine | Aire de répartition                   | Statut UICN mondial | Statut UICN France | Image          |
| ---------------------------------------------------- | ------------------------------------------ | ------------------------------------- | ------------------- | ------------------ | -------------- |
| Chacal doré Canis aureus Linnaeus, 1758              | Erratique                                  | Aire de répartition du Chacal doré    | [ 175 ]             | (NA)               |                |
| Loup gris Canis lupus Linnaeus, 1758                 | Autochtone (recolonisateur)                | Aire de répartition du Loup gris      | [ 176 ]             | [ 176 ]            | Loup gris      |
| Chien viverrin Nyctereutes procyonoides (Gray, 1834) | Allochtone (introduit non acclimaté)       | Aire de répartition du Chien viverrin | [ 178 ]             | [ 178 ]            | Chien viverrin |
| Renard roux Vulpes vulpes (Linnaeus, 1758)           | Autochtone                                 | Aire de répartition du Renard roux    | [ 179 ]             | [ 179 ]            | Renard roux    |

### Famille:Ursidés
| Nom vulgaire, nom binominal et citation d'auteurs | Origine et statut en France métropolitaine | Aire de répartition                | Statut UICN mondial | Statut UICN France | Image     |
| ------------------------------------------------- | ------------------------------------------ | ---------------------------------- | ------------------- | ------------------ | --------- |
| Ours brun Ursus arctos Linnaeus, 1758             | Autochtone                                 | Aire de répartition de l'Ours brun | [ 180 ]             | [ 180 ]            | Ours brun |

### Famille:Mustélidés
| Nom vulgaire, nom binominal et citation d'auteurs | Origine et statut en France métropolitaine | Aire de répartition                       | Statut UICN mondial | Statut UICN France | Image             |
| ------------------------------------------------- | ------------------------------------------ | ----------------------------------------- | ------------------- | ------------------ | ----------------- |
| Loutre d'Europe Lutra lutra (Linnaeus, 1758)      | Autochtone                                 | Aire de répartition de la Loutre commune  | [ 181 ]             | [ 181 ]            | Loutre commune    |
| Fouine Martes foina (Erxleben, 1777)              | Peut-être allochtone                       | Aire de répartition de la Fouine          | [ 182 ]             | [ 182 ]            | Fouine            |
| Martre des pins Martes martes (Linnaeus, 1758)    | Autochtone                                 | Aire de répartition de la Martre des pins | [ 183 ]             | [ 183 ]            | Martre des pins   |
| Zibeline Martes zibellina (Linnaeus, 1758)        | Autochtone (disparue)                      |                                           | [ 184 ]             | [ 184 ]            |                   |
| Blaireau européen Meles meles (Linnaeus, 1758)    | Autochtone                                 | Aire de répartition du Blaireau européen  | [ 185 ]             | [ 185 ]            | Blaireau européen |
| Hermine Mustela erminea Linnaeus, 1758            | Autochtone                                 | Aire de répartition de l'Hermine          | [ 186 ]             | [ 186 ]            | Hermine           |
| Vison d'Europe Mustela lutreola (Linnaeus, 1761)  | Autochtone                                 | Aire de répartition du Vison d'Europe     | [ 187 ]             | [ 187 ]            | Vison d'Europe    |
| Belette Mustela nivalis Linnaeus, 1766            | Autochtone                                 | Aire de répartition de la Belette commune | [ 188 ]             | [ 188 ]            | Belette commune   |
| Putois d'Europe Mustela putorius Linnaeus, 1758   | Autochtone                                 | Aire de répartition du Putois d'Europe    | [ 189 ]             | [ 189 ]            | Putois d'Europe   |
| Vison d'Amérique Neovison vison (Schreber, 1777)  | Allochtone (introduit)                     | Aire de répartition du Vison d'Amérique   | [ 190 ]             | [ 190 ]            | Vison d'Amérique  |

### Famille:Procyonidés
| Nom vulgaire, nom binominal et citation d'auteurs | Origine et statut en France métropolitaine | Aire de répartition                 | Statut UICN mondial | Statut UICN France | Image        |
| ------------------------------------------------- | ------------------------------------------ | ----------------------------------- | ------------------- | ------------------ | ------------ |
| Raton laveur Procyon lotor (Linnaeus, 1758)       | Allochtone(introduit)                      | Aire de répartition du Raton laveur | [ 191 ]             | [ 191 ]            | Raton laveur |

### Famille:Odobénidés
| Nom vulgaire, nom binominal et citation d'auteurs | Origine et statut en France métropolitaine | Aire de répartition          | Statut UICN mondial | Statut UICN France | Image |
| ------------------------------------------------- | ------------------------------------------ | ---------------------------- | ------------------- | ------------------ | ----- |
| Morse Odobenus rosmarus (Linnaeus, 1758)          | Erratique                                  | Aire de répartition du Morse | [ 192 ]             | [ 192 ]            | Morse |

### Famille:Phocidés
| Nom vulgaire, nom binominal et citation d'auteurs              | Origine et statut en France métropolitaine | Aire de répartition                                 | Statut UICN mondial | Statut UICN France | Image                        |
| -------------------------------------------------------------- | ------------------------------------------ | --------------------------------------------------- | ------------------- | ------------------ | ---------------------------- |
| Phoque moine de Méditerranée Monachus monachus (Hermann, 1779) | Autochtone (disparu)                       | Aire de répartition du Phoque moine de Méditerranée | [ 193 ]             | [ 193 ]            | Phoque moine de Méditerranée |
| Phoque à capuchon Cystophora cristata (Erxleben, 1777)         | Erratique                                  | Aire de répartition du Phoque à capuchon            | [ 194 ]             | [ 194 ]            | Phoque à capuchon            |
| Phoque barbu Erignathus barbatus (Erxleben, 1777)              | Erratique                                  | Aire de répartition du Phoque barbu                 | [ 195 ]             | [ 195 ]            | Phoque barbu                 |
| Phoque gris Halichoerus grypus (Fabricius, 1791)               | Autochtone (recolonisateur)                | Aire de répartition du Phoque gris                  | [ 196 ]             | [ 196 ]            | Phoque gris                  |
| Phoque du Groenland Pagophilus groenlandicus (Erxleben, 1777)  | Erratique                                  | Aire de répartition du Phoque du Groenland          | [ 197 ]             | [ 197 ]            | Phoque du Groenland          |
| Phoque commun Phoca vitulina Linnaeus, 1758                    | Autochtone                                 | Aire de répartition du Phoque veau-marin            | [ 199 ]             | [ 199 ]            | Phoque veau-marin            |
| Phoque annelé Pusa hispida (Schreber, 1775)                    | Erratique                                  | Aire de répartition du Phoque annelé                | [ 200 ]             | [ 200 ]            | Phoque annelé                |

### Famille:Félidés
| Nom vulgaire, nom binominal et citation d'auteurs | Origine et statut en France métropolitaine | Aire de répartition                   | Statut UICN mondial | Statut UICN France | Image          |
| ------------------------------------------------- | ------------------------------------------ | ------------------------------------- | ------------------- | ------------------ | -------------- |
| Chat sauvage Felis silvestris Schreber, 1777      | Autochtone                                 | Aire de répartition du Chat forestier | [ 201 ]             | [ 201 ]            | Chat forestier |
| Lynx boréal Lynx lynx (Linnaeus, 1758)            | Autochtone (réintroduit)                   | Aire de répartition du Lynx boréal    | [ 202 ]             | [ 202 ]            | Lynx boréal    |
| Lynx pardelle Lynx pardinus (Temminck, 1827)      | Autochtone (disparu)                       | Aire de répartition du Lynx pardelle  | [ 203 ]             | (NE)               | Lynx pardelle  |
| Lynx des cavernes Lynx spelaea (Boule, 1906)      | Autochtone (éteint)                        |                                       | (NE)                | (NE)               |                |
| Léopard Panthera pardus (Linnaeus, 1758)          | Autochtone (disparu),                      | Aire de répartition du Léopard        | [ 206 ]             | (NE)               | Léopard        |

### Famille:Viverridés
| Nom vulgaire, nom binominal et citation d'auteurs | Origine et statut en France métropolitaine   | Aire de répartition                       | Statut UICN mondial | Statut UICN France | Image           |
| ------------------------------------------------- | -------------------------------------------- | ----------------------------------------- | ------------------- | ------------------ | --------------- |
| Genette commune Genetta genetta (Linnaeus, 1758)  | Peut-être allochtone (peut-être introduite), | Aire de répartition de la Genette commune | [ 207 ]             | [ 207 ]            | Genette commune |